# Фонд экономического образования
Фонд экономического образования (англ. Foundation for Economic Education, FEE) — либертарианская исследовательская экономическая организация (Ирвингтон-на-Гудзоне, США). Фонд основан в 1946 году Леонардом Ридом. Вице-президентом стал Генри Хэзлитт. С 2003 года президентом фонда являлся Ричард Эбелин, а с июля 2008 года эту должность занимает Лоуренс Рид.
Фонд исповедует принципы экономического либерализма, сходные со взглядами австрийской школы. В летнее время фондом проводятся недельные семинары для студентов и докторантов, акцентированные на пропаганду экономической свободы.
Фондом издаётся ежемесячный журнал The Freeman.